# 크리스토 자바체프
크리스토 자바체프(불가리아어:Христо Явашев, 영어:Christo Javacheff, 1935년 6월 13일 ~ 2020년 5월 31일)는 불가리아 출신의 대지 미술가이다. 오브제, 건축물, 자연을 다양한 재료로 포장하는 방식의 예술품으로 거장의 반열에 올랐다. 오스트레일리아의 해변 암석 지대를 흰 천으로 포장한 포장된 해변이 대표작이다.

## 일생
1935년 6월 13일 불가리아 태생의 크리스토는 불가리아의 소피아에서 공부한 후 1958년에 파리로 간다. 파리에서 처음으로 살아있는 모델이나 오브제를 포장하는 작업을 시작하였으며, 이후 1961년 공공건물을 포장할 구상을 한다. 1962년 베를린 장벽에 대한 반대의 표현으로 204개의 휘발유 통을 쌓아 파리의 비스콩티 거리를 막았다. 이후 1964년 뉴욕에 정착하면서 부인인 장클로드 자바체프와 함께 대규모 포장작업을 한다. 이들은 수십 년에 걸쳐 시드니 해안(1969), 마이애미의 섬들(1983), 베를린의 독일 의회 건물(1995) 등 대상을 가리지 않고 천으로 포장하는 프로젝트를 진행해 왔다. 대상을 일시적으로 은폐하는 이들의 작업은 가시적인 것과 비가시적인 것 사이의 관계, 대상 장소의 형태와 조건, 그리고 그 이면의 정치적 논리 등을 새롭게 바라보게 만든다. 크리스토 부부의 대규모 포장작업은 1950년대 후반부터 시작된 작은 사물들은 대상으로 한 소형 포장작업에서 비롯되었으며 이후 작품의 규모가 점점 확대되었다.